# 김창호 (1963년)
김창호(金昌鎬, 1963년 11월 13일 ~ )은 대한민국의 기업인

## 학력
- 가조초등학교 졸업
- 가조중학교 졸업
- 거창대성고등학교 졸업
- 경북대학교 사회학 학사 졸업
- 고려대학교 정책대학원 정치학 석사 졸업
- 경남대학교 대학원 경영학 박사

## 경력
- ㈜대명종합건설 부사장
- 파주 LGPHILIPS LCD사업담당(상무)
- LG건설구지사 지사장
- LG건설